# 小行星5880
小行星5880（英語：5880）是一颗围绕太阳公转的小行星。1992年6月22日，上田清二、金田宏在钏路市发现了此天体。
这颗小行星的绝对星等为89.79801871280723等。